# ULEB Euroliga 2014./15.
Euroliga za sezonu 2014./15. (eng. Turkish Airlines Euroleague) je petnaesta sezona Eurolige pod vodstvom organizacije ULEB te 58. sezona ukupno elitnog europskog klupskog natjecanja. U glavnom dijelu natjecanja sudjeluju 24 kluba (31 s kvalifikacijama). Završni turnir (Final four) se održava u Madridu, a naslov prvaka brani momčad Maccabi Electra iz Tel Aviva. Od hrvatskih klubova sudjeluje Cedevita iz Zagreba. 

Natjecanje je osvojio Real iz Madrida.

## Sudionici
| - Limoges CSP - Limoges - Panathinaikos - Atena - Olympiakos - Pirej - Atena - Cedevita - Zagreb - EA7 Emporio Armani Olimpia - Milano - Dinamo Banco di Sardegna - Sassari - Maccabi Electra - Tel Aviv - Žalgiris - Kaunas | - Neptūnas - Klaipeda - Alba - Berlin - Bayern - München - Turów - Zgorzelec - UNIKS - Kazanj - CSKA - Moskva - Nižnij Novgorod - Nižnji Novgorod - Crvena zvezda Telekom - Beograd | - Barcelona - Barcelona - Real - Madrid - CB Unicaja - Málaga - Valencia Basket - Valencia - Laboral Kutxa Baskonia - Vitoria-Gazteiz - Anadolu Efes - Istanbul - Fenerbahçe Ülker - Istanbul - Galatasaray Liv Hospital - Istanbul |

### Eliminirani u kvalifikacijama
| - ASVEL Basket - Villeurbanne - Lyon | - SIG Basket - Strasbourg - Hapoel Migdal - Jeruzalem | - Telenet - Oostende - ČEZ Basketball - Nymburk - VEF - Riga - Stelmet - Zielona Góra |

## Ljestvice i rezultati

### Kvalifikacije
Turnir igran u Oostendeu od 23. do 26. rujna 2014.
| klub1                     | rezultat        | klub2                     |
| četvrtzavršnica           | četvrtzavršnica | četvrtzavršnica           |
| ------------------------- | --------------- | ------------------------- |
| Telenet Oostende          | 77:86           | ASVEL Basket Villeurbanne |
| VEF Riga                  | 53:82           | SIG Basket Strasbourg     |
| UNIKS Kazanj              | 90:86           | Stelmet                   |
| Hapoel Migdal             | 94:84           | ČEZ Basketball Nymburk    |
|                           |                 |                           |
| poluzavršnica             |                 |                           |
| ASVEL Basket Villeurbanne | 74:65           | SIG Basket Strasbourg     |
| UNIKS Kazanj              | 82:71           | Hapoel Migdal             |
|                           |                 |                           |
| za plasman u Euroligu     |                 |                           |
| ASVEL Basket Villeurbanne | 79:88           | UNIKS Kazanj              |

### Prva grupna faza
Igrano od 15. listopada do 20. prosinca 2014. 

     - plasirali se u Top 16 

     - eliminirani, sezonu nastavili u Eurokupu
| mj | klub                     | ut | pob | por | koš+ | koš- | bod |
| -- | ------------------------ | -- | --- | --- | ---- | ---- | --- |
| 1. | Real Madrid              | 10 | 8   | 2   | 873  | 775  | 18  |
| 2. | Anadolu Efes             | 10 | 6   | 4   | 723  | 696  | 16  |
| 3. | Žalgiris                 | 10 | 5   | 5   | 714  | 709  | 15  |
| 4. | Nižnij Novgorod          | 10 | 5   | 5   | 764  | 823  | 15  |
| 5. | UNIKS Kazanj             | 10 | 5   | 5   | 751  | 721  | 15  |
| 6. | Dinamo Banco di Sardegna | 10 | 1   | 9   | 758  | 859  | 11  |

| mj | klub            | ut | pob | por | koš+ | koš- | bod |
| -- | --------------- | -- | --- | --- | ---- | ---- | --- |
| 1. | CSKA Moskva     | 10 | 10  | 0   | 880  | 718  | 20  |
| 2. | Maccabi Electra | 10 | 7   | 3   | 797  | 783  | 17  |
| 3. | CB Unicaja      | 10 | 4   | 6   | 763  | 757  | 14  |
| 4. | Alba            | 10 | 4   | 6   | 762  | 791  | 14  |
| 5. | Cedevita        | 10 | 3   | 7   | 740  | 789  | 13  |
| 6. | Limoges CSP     | 10 | 2   | 8   | 702  | 806  | 12  |

| mj | klub                       | ut | pob | por | koš+ | koš- | bod |
| -- | -------------------------- | -- | --- | --- | ---- | ---- | --- |
| 1. | Barcelona                  | 10 | 9   | 1   | 861  | 738  | 19  |
| 2. | Fenerbahçe Ülker           | 10 | 8   | 2   | 843  | 787  | 18  |
| 3. | Panathinaikos              | 10 | 5   | 5   | 768  | 743  | 15  |
| 4. | EA7 Emporio Armani Olimpia | 10 | 5   | 5   | 775  | 795  | 15  |
| 5. | Bayern                     | 10 | 2   | 8   | 806  | 866  | 12  |
| 6. | Turów                      | 10 | 1   | 9   | 773  | 897  | 11  |

| mj | klub                     | ut | pob | por | koš+ | koš- | bod |
| -- | ------------------------ | -- | --- | --- | ---- | ---- | --- |
| 1. | Olympiakos               | 10 | 8   | 2   | 748  | 711  | 18  |
| 2. | Crvena zvezda Telekom    | 10 | 6   | 4   | 784  | 728  | 16  |
| 3. | Laboral Kutxa Baskonia   | 10 | 5   | 5   | 803  | 798  | 15  |
| 4. | Galatasaray Liv Hospital | 10 | 4   | 6   | 803  | 818  | 14  |
| 5. | Neptūnas                 | 10 | 4   | 6   | 763  | 857  | 14  |
| 6. | Valencia Basket          | 10 | 3   | 7   | 775  | 764  | 13  |

### Top 16
Igrano od 2. siječnja do 10. travnja 2015. 

     -  plasirali se u četvrtzavršnicu
| mj | klub                     | ut | pob | por | koš+ | koš- | bod |
| -- | ------------------------ | -- | --- | --- | ---- | ---- | --- |
| 1. | Real Madrid              | 14 | 11  | 3   | 1224 | 1032 | 25  |
| 2. | Barcelona                | 14 | 11  | 3   | 1149 | 1062 | 25  |
| 3. | Maccabi Electra          | 14 | 9   | 5   | 1071 | 1072 | 23  |
| 4. | Panathinaikos            | 14 | 7   | 7   | 1048 | 1022 | 21  |
| 5. | Alba                     | 14 | 7   | 7   | 976  | 1031 | 21  |
| 6. | Žalgiris                 | 14 | 5   | 9   | 1004 | 1075 | 19  |
| 7. | Crvena zvezda Telekom    | 16 | 4   | 10  | 1025 | 1059 | 18  |
| 8. | Galatasaray Liv Hospital | 14 | 2   | 12  | 1023 | 1167 | 16  |

| mj | klub                       | ut | pob | por | koš+ | koš- | bod |
| -- | -------------------------- | -- | --- | --- | ---- | ---- | --- |
| 1. | CSKA Moskva                | 14 | 12  | 2   | 1227 | 1114 | 26  |
| 2. | Fenerbahçe Ülker           | 14 | 11  | 3   | 1126 | 1033 | 25  |
| 3. | Olympiakos                 | 14 | 10  | 4   | 1075 | 1007 | 24  |
| 4. | Anadolu Efes               | 14 | 6   | 8   | 1102 | 1132 | 20  |
| 5. | Laboral Kutxa Baskonia     | 14 | 6   | 8   | 1155 | 1164 | 20  |
| 6. | EA7 Emporio Armani Olimpia | 14 | 4   | 10  | 1083 | 1193 | 18  |
| 7. | CB Unicaja                 | 14 | 4   | 10  | 1079 | 1140 | 18  |
| 8. | Nižnij Novgorod            | 14 | 3   | 11  | 1121 | 1185 | 17  |

### Četvrtzavršnica
Igra se kao best-of-five serija (na Final Four prolazi momčad koja prva ostvari tri pobjede). 

Igrano od 14. do 23. travnja 2015. 

     - prošli na Final Four
| klub1                      | pob-por | klub2           | 1. ut  | 2. ut   | 3. ut | 4. ut | 5. ut |  |
| -------------------------- | ------- | --------------- | ------ | ------- | ----- | ----- | ----- |  |
| Real Madrid                | 3-1     | Anadolu Efes    | 80:71* | 90:85*  | 72:76 | 76:63 |       |  |
| CSKA Moskva                | 3-1     | Panathinaikos   | 93:66* | 100:80* | 85:86 | 74:55 |       |  |
| Barcelona                  | 1-3     | Olympiakos      | 73:57* | 63:76*  | 71:73 | 68:71 |       |  |
| Fenerbahçe Ülker           | 3-0     | Maccabi Electra | 80:62* | 82:67*  | 75:74 |       |       |  |
|                            |         |                 |        |         |       |       |       |  |
| * domaća utakmica za klub1 |         |                 |        |         |       |       |       |  |

### Final Four
Igra se od 15. do 17. svibnja 2015. u Madridu u dvorani Palacio de Deportes de la Comunidad de Madrid (sponzorskog naziva Barclaycard Center).
| klub1            | rez.          | klub2            |
| poluzavršnica    | poluzavršnica | poluzavršnica    |
| ---------------- | ------------- | ---------------- |
| Real Madrid      | 96:87         | Fenerbahçe Ülker |
| CSKA Moskva      | 68:70         | Olympiakos       |
|                  |               |                  |
| za treće mjesto  |               |                  |
| Fenerbahçe Ülker | 80:86         | CSKA Moskva      |
|                  |               |                  |
| za pobjednika    |               |                  |
| Real Madrid      | 78:59         | Olympiakos       |

## Poveznice
- ABA liga 2014./15.
- Hrvatska A-1 liga 2014./15.